# Técnicas de pintura

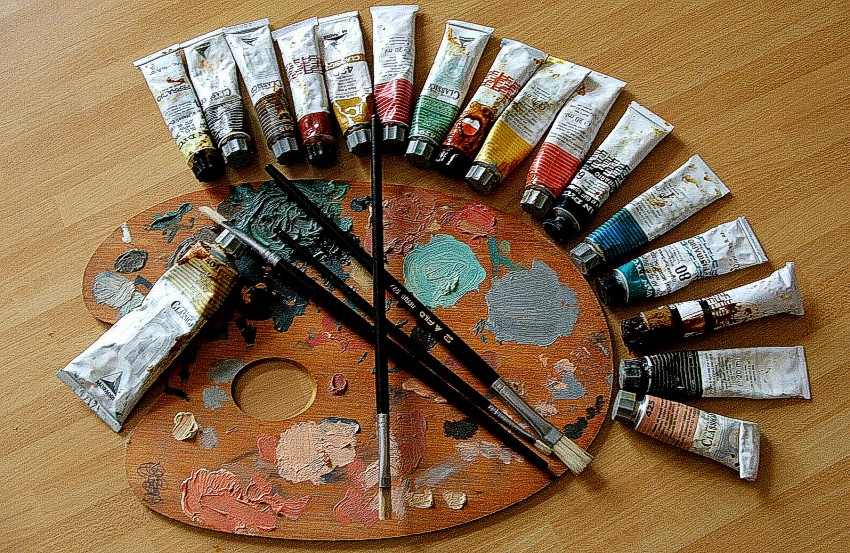
Paleta de pintor, pinceles y tubos de pintura (óleos).

Las técnicas de pintura se dividen de acuerdo a cómo se diluyen y fijan los pigmentos sobre el soporte a pintar. En general, si los pigmentos no son solubles en el aglutinante, permanecen dispersos en él.

## Acuarela
La pintura a la acuarela  destaca por su transparencia, la claridad de sus colores, y la espontaneidad. 
Obra pictórica que se realiza sobre cartón o papel con colores diluidos en agua. Cuando el vehículo empleado para fijar el pigmento es, en la mayoría de los casos, goma arábiga y el solvente es el agua. Las acuarelas son pigmentos muy finamente molidos y aglutinados en goma arábiga, que se obtiene de las acacias. La goma se disuelve fácilmente en agua y se adhiere muy bien al papel (soporte por excelencia para la acuarela). La goma además actúa como barniz, claro y delgado, dando mayor brillo y luminosidad al color. En un principio la goma arábiga se usaba sola, pero más tarde se añadieron otros componentes para retrasar el secado y añadir transparencia. La acuarela requiere del artista seguridad en los trazos y espontaneidad en la ejecución, ya que su mayor mérito consiste en la frescura y transparencia de los colores. Son pinturas a base de pigmentos muy diminutos los cuales en la mayoría de los casos la acuarela es disuelta en agua y los colores son claros. La acuarela en tubo con el tiempo puede endurecerse en el tubo y ya no ser utilizable. Pero no por eso debemos generalizar la acuarela en tubo y dejarla de usar. Estamos hablando de un período de dos a tres años después de que hemos adquirido los colores.

## Óleo
El óleo, palabra derivada del latín oleum («aceite»), es una técnica de pintura que consiste en mezclar los pigmentos con un aglutinante a base de aceites, normalmente de origen vegetal.
El Oleo permanece mucho tiempo húmedo, lo que favorece la mezcla de colores, para seguir manipulando la pintura. Aunque su secado puede comprometerse dependiendo de los aditamentos que se le ponga durante el proceso.  
Después de finalizar la pintura, es habitual pasarle una capa de barniz protector que también puede usarse para darle brillo al color.
Esta técnica te permite trabajar sobre diferentes soportes como madera, metales, piedras preciosas y mayormente usado sobre tela o lienzos.

## Gouache
Al gouache o "aguada" se le llama también "el color con cuerpo". Es una pintura al agua, opaca, hecha con pigmento molido menos fino que el de las acuarelas, y por ello es menos transparente. Al igual que la acuarela, su medio (o aglutinante) es la goma arábiga, aunque muchos gouaches modernos contienen plástico. El medio está ampliado con pigmento blanco, que es lo que lo hace más opaco, menos luminoso y menos transparente que la acuarela, pero a cambio los colores producidos son más sólidos. 
El secado: Al tratarse de un tipo de pintura base agua permite que su tiempo de secado sea muy corto, la elasticidad una vez seca continúa siendo soluble al agua, por lo que en caso de querer hacer algún tipo de modificación una vez es seco, se pueden realizar aplicando simplemente un pincel húmedo.

## Aerografía
En esta técnica se usan pinturas acrílicas en aerosol o sprays, además de 
esmaltes, ya que con este método la pintura se vuelve mucho más desgastada. Cuando a la pintura no se le incorporan estos difusores y se deja caer por la gravedad esta técnica se denomina dripping.

## Pintura al pastel
Los pasteles son pigmentos en polvo mezclados con la suficiente goma o 
resina para aglutinarlos formando una pasta seca y compacta. La palabra pastel deriva de la pasta con la que se elaboran estas pinturas. Esta pasta se moldea en la forma de una barrita del tamaño aproximado de un dedo, que se usa directamente sobre la superficie al trabajar (generalmente papel o madera). Son colores fuertes y opacos cuya mayor dificultad es la adhesión del pigmento a la superficie al pintar, por ello suelen usarse al finalizar el dibujo fijadores atomizados (spray) especiales. El pastel generalmente se usa como el "crayón" o el "grafito" (lápiz), y su recurso expresivo más afín es la línea con la cual se pueden hacer tramas. También suele usarse el polvo que tiende a soltar el pastel (semejante al de la "tiza") para aplicar color.

## Témpera
La témpera o pintura al temple es aquella en que el aglutinante es una emulsión, generalmente de yema de huevo. Se le agregan pigmentos en  polvo para agregar color.

## Fresco
A menudo el término fresco se usa incorrectamente para describir muchas formas de pintura mural. La técnica del fresco se basa en un cambio químico: los pigmentos de tierra molidos y mezclados con agua pura, se aplican sobre una argamasa reciente de cal y arena, mientras la cal está aún en forma de hidróxido de calcio. Debido al dióxido de carbono de la atmósfera, la cal se transforma en carbonato cálcico, de manera que el pigmento cristaliza en el seno de la pared. Los procedimientos para pintar al fresco son sencillos pero laboriosos, y consumen muchísimo tiempo. En la preparación de la cual se tardaba dos años.

## Acrílico
Esta técnica esta basada en pigmentos de color con aglutinante que diluye en agua, no se necesita un diluyente especial como la trementina en el caso del oleo. Se convierte en una pintura con menor potencial de toxicidad al no tener que manipular otras sustancias. 
Las pinturas acrílicas existen en diversas marcas y colores, incluso es la técnica mas parecida al oleo ya que los colores y códigos son equivalentes. Tiene la particularidad de que el tiempo de secado es mucho mas rápido que el oleo, lo cual representa una ventaja según lo que se quiera conseguir.

## Tinta
La presentación de la tinta, también llamada tinta china, es generalmente líquida aunque también puede ser una barra muy sólida que debe ser molida y diluida previamente. Se usa sobre papel, y los colores de tinta más empleados son el negro y el sepia, aunque actualmente se usen muchos otros más. La tinta se aplica de diversas maneras, por ejemplo con 
plumas o plumillas que son más adecuadas para dibujo o caligrafía, y no para pinturas. Las diferentes puntas de plumillas se utilizan cargadas de tinta para hacer líneas y con ellas dibujar o escribir. Otro recurso para aplicar la tinta es el pincel, que se maneja básicamente como la acuarela y que se llama aguada, no obstante la técnica milenaria llamada caligrafía o escritura japonesa también se realiza con tinta y pincel sobre papel. Otras formas más utilitarias de usar la tinta es en tiralíneas (cargador de tinta) o rapidograph. La tinta junto al grafito son más bien técnicas de dibujo.
La tinta neutra es una técnica frecuente en la restauración de pintura mural. Se utiliza cuando el restaurador se encuentra con grandes pérdidas y desconoce como era el original. Consiste en aplicar un color uniforme en la zona perdida, que no moleste en exceso y que entone con el colorido general de la obra.

## Técnicas mixtas
Cuando se emplean diversas técnicas en un mismo soporte. El collage, por ejemplo, es una técnica artística (no pictórica por no ser pintada), se convierte en una técnica mixta cuando tiene intervenciones con gouache, óleo o tinta.
Sería conveniente distinguir entre "procedimiento pictórico" y "técnica pictórica". Se entiende por procedimiento pictórico la unión de los elementos que constituyen el aglutinante o adhesivo, y los pigmentos. La forma de aplicar ese procedimiento pictórico se denomina técnica pictórica.
El décollage designa a la técnica opuesta al collage.